# موریسون، ویکتوریا
موریسون (به انگلیسی: Morrisons) یک منطقه مسکونی در استرالیا است که در ویکتوریا (استرالیا) واقع شده‌است.